# Coupe CECAFA des nations 1995
Navigation
Kenya 1994 Soudan 1996
La Coupe CECAFA des nations 1995 est la vingt-et-unième édition de la Coupe CECAFA des nations qui a eu lieu à Kampala en Ouganda du 26 novembre au 9 décembre 1995. Les nations membres de la CECAFA (Confédération d'Afrique centrale et de l'Est) sont invitées à participer à la compétition.
C'est la sélection de Zanzibar qui remporte pour la première fois la compétition en s'imposant en finale face à l'équipe B du pays hôte, l'Ouganda. Le Kenya se classe quant à lui troisième.

## Équipes participantes
- Ouganda - Organisateur
- Tanzanie - Tenant du titre
- Zanzibar
- Éthiopie
- Kenya
- Ouganda B
- Somalie
- Rwanda

## Compétition

### Premier tour

#### Groupe A
| Rang | Équipe   | Pts | J | G | N | P | Bp | Bc | Diff |  | Résultats (▼ dom., ► ext.) |  |     |     |     |
| ---- | -------- | --- | - | - | - | - | -- | -- | ---- |  | -------------------------- |  | --- | --- | --- |
| 1    | Kenya    | 7   | 3 | 2 | 1 | 0 | 3  | 0  | +3   |  | Kenya                      |  | 2-0 | 0-0 | 1-0 |
| 2    | Zanzibar | 6   | 3 | 2 | 0 | 1 | 2  | 1  | +1   |  | Zanzibar                   |  |     | 1-0 | 2-1 |
| 3    | Ouganda  | 2   | 3 | 0 | 2 | 1 | 0  | 1  | -1   |  | Ouganda                    |  |     |     | 0-0 |
| 4    | Rwanda   | 1   | 3 | 0 | 1 | 2 | 1  | 3  | -2   |  | Rwanda                     |  |     |     |     |

#### Groupe B
| Rang | Équipe    | Pts | J | G | N | P | Bp | Bc | Diff |  | Résultats (▼ dom., ► ext.) |  |     |     |     |
| ---- | --------- | --- | - | - | - | - | -- | -- | ---- |  | -------------------------- |  | --- | --- | --- |
| 1    | Éthiopie  | 7   | 3 | 2 | 1 | 0 | 8  | 2  | +6   |  | Éthiopie                   |  | 1-0 | 2-2 | 5-0 |
| 2    | Ouganda B | 6   | 3 | 2 | 0 | 1 | 5  | 3  | +2   |  | Ouganda B                  |  |     | 2-1 | 3-1 |
| 3    | TanzanieT | 4   | 3 | 1 | 1 | 1 | 10 | 4  | +6   |  | TanzanieT                  |  |     |     | 7-0 |
| 4    | Somalie   | 0   | 3 | 0 | 0 | 3 | 1  | 15 | -14  |  | Somalie                    |  |     |     |     |

### Demi-finales
| 6 décembre 1995 | Kenya | 0 - 1 | Ouganda B | Kampala |  |
|                 |       |       |           |         |  |

| 6 décembre 1995 | Éthiopie | 1 - 1 t.a.b. | Zanzibar | Kampala |  |
|                 |          |              |          |         |  |

### Match pour la3eplace
| 9 décembre 1995 | Kenya | 2 - 1 | Éthiopie | Kampala |  |
|                 |       |       |          |         |  |

### Finale
| 9 décembre 1995 | Zanzibar | 1 - 0 | Ouganda B | Kampala |  |
|                 |          |       |           |         |  |

| Vainqueur Coupe CECAFA 1995 Zanzibar 1er titre |

## Sources et liens externes
- (en) Feuilles de matchs et infos sur RSSSF